# Carnal Diafragma
Carnal Diafragma je goregrindová kapela z České republiky založená roku 1997 v Ostravě.

## Historie
Na založení kapely v roce 1997 v Ostravě se podíleli Robert Rožanski (kytary, zpěv), Milan Jaňák (zpěv) a Michal "Kameň" Kaminski (bicí). Skupina nejprve hrála noise/grind, který se postupem času vyvinul do goregrindu. Později se ke kapele připojil Lukáš "Stezi" Stejskal (baskytara), který však v roce 2000 z kapely odešel a místo něj nastoupil David "Sabon" Sněhota (baskytara). V roce 2001 se Stezi do kapely vrátil a kapela nahrála své debutové album Preparation of the Patients for Examination, které bylo vydáno u ostravského vydavatelství Khaaranus Production. V roce 2002 kapela nahrála mini CD "Daddy's Steak" a split 7"EP s německou kapelou Ulcerrhoea. Stezi poté kapelu definitivně opustil.
V roce 2006 Carnal Diafragma nahrála své druhé album Space Symphony Around Us, které bylo vydáno u Lecter Music Agency a vyvolalo velmi dobrý ohlas na české scéně i v zahraničí, hlavně díky videoklipu Teletrambus. Nedlouho poté kapelu opustil Kameň kvůli svým osobním problémům a na místo bubeníka nastoupil Ondřej "Pode" Podešva. V roce 2009 kapelu opustili David "Sabon" Sněhota a Ondřej "Pode" Podešva, místo nich nastoupil Libor "Porky" Philipp na místo bubeníka a Davidův bratr Martin "Sabon" Sněhota na místo baskytaristy.
Kapela v roce 2011 nahrála své třetí album Planet of Children's Heads, Martin "Sabon" Sněhota kapelu opustil a místo něj se opět vrátil David "Sabon" Sněhota. V březnu 2015 odešel dlouholetý člen Milan "Milaňo" Jaňák a na místo zpěváka přišel Martin "Kino" Vašek (BBYB, ex-Cerebral Turbulency). V červenci 2015 vyšlo v Mexiku split CD s mexickou kapelou Fecalizer nazvané Grind Monsters. V únoru 2017 vyšlo čtvrté album Grind Restaurant pana Septika. V červnu 2017 z kapely odešel Libor "Porky" Philipp a novým bubeníkem se stal Lukáš Jelínek (Felisha, ex-Spasm).
Kapela během svého působení přispěla do několika kompilací a vydala několik split kazet a CD s různými českými i zahraničními kapelami. Během své existence také kapela odehrála množství koncertů po České republice, Slovensku, Německu, Rakousku, Polsku, Ukrajině, Nizozemsku, Maďarsku, Itálii a Portugalsku.

## Sestava

### Současná sestava
- Martin "Kino" Vašek – zpěv
- Robert "Rožan" Rožanski – kytara
- David "Sabon" Sněhota – baskytara
- Lukáš Jelínek – bicí

### Bývalí členové
- Michal "Kameň" Kaminski – bicí
- Lukáš "Stezi" Stejskal – baskytara
- Ondřej "Pode" Podešva – bicí
- Martin "Sabon" Sněhota – baskytara
- Milan "Milaňo" Jaňák – zpěv
- Libor "Porky" Philipp – bicí

## Diskografie

### Alba
- 2001 Preparation of the Patients for Examination
- 2006 Space Symphony Around Us
- 2011 Planet of Children's Heads
- 2017 Grind Restaurant pana Septika
- 2024 The Garden of Earthly Delights

### Ostatní
- 1998 We cut your head and fuck your neck (demo)
- 1998 3-way split w/ Pissed Cunt/Rabies (audiokazeta)
- 1999 Live in Havířov (live demo)
- 2001 Comeback of Goregods – Tribute to Regurgitate (kompilační CD)
- 2001 split w/ P.I.T. (audiokazeta)
- 2003 split w/ Ulcerrhoea (7"EP)
- 2003 Amore Mio (6-way split audiokazeta)
- 2003 Tribute to Gut (kompilační CD)
- 2004 split w/ Bizarre Embalming (split mini CD)
- 2004 Daddy's Steak (audiokazeta)
- 2004 split w/ Pulmonary Fibrosis (CD-R)
- 2005 Hardcore Metal Punk Forever (kompilační DVD)
- 2007 Splatter Fetish – 100 Way Cumpilation
- 2008 Preparation of the Daddy's Steak (re-edice CD+Daddy's Steak)
- 2015 Grind Monsters (split CD w/Fecalizer)

## Zajímavosti
- Kapela nikdy neměla a nemá žádné texty. Sami členové tvrdí, že se jedná o zvířecí muziku, kde texty nemají opodstatnění.
- Carnal Diafragma hráli v období 2001–2003 se dvěma baskytarami.